# Albert One
Albert One, nom de scène d'Alberto Carpani (né le 23 avril 1956 à Pavie et mort le 11 mai 2020 dans la même ville), est un chanteur, DJ et producteur de musique italien.

## Biographie
Il commence très jeune à chanter dans un groupe provincial. En 1983, il connaît son premier succès, une chanson dansante intitulée Yes-No Family, écrite par Enrico Ruggeri et interprétée sous l'un de ses nombreux pseudonymes, en l'occurrence Jock-Hattle. Sa plus grande percée a lieu en 1984, avec Turbo Diesel pour le label Baby Records. Ce titre devient un succès mondial. Par la suite, d'autres singles à succès tels queHeart on Fire, Lady O et Secrets sortent. Au cours de ces années, Albert One a également été le producteur de nombreux singles de showgirls telles que Lorella Cuccarini, Heather Parisi et Raffaella Carrà.
En 1999, il connait le succès avec le tube Sing a Song Now. Il produit également un remix de la bande originale de Furyo, interprété par Raffaele Fiume. Parallèlement, il fonde le groupe Clock on Five. Il chante également au sein de l'AlbertOne Live Band, interprétant ses propres succès et enregistrant des reprises d'autres titres italiens disco et dance des années 1980.
Il a également enregistré Mandy, une reprise de Barry Manilow. La chanson, produite par Gianlorenzo Tubelli, figure dans la dernière version de Mixage, une compilation historique qui l'a lancé avec Turbo Diesel à l'époque de Baby Records. Il a aussi sorti plusieurs titres sous les pseudonymes A.C. One, Alberto Carpani et Jock Hattle. Ce dernier est un jeu de mots inspiré du mot italien giocattolo signifiant « jouet ».
En octobre 2014, il accuse Zucchero Fornaciari de plagiat, affirmant que la mélodie du refrain de Quale senso abbiamo noi a été copiée sur celle de sa chanson Sunshine sortie en 2003. Les accusations s'avèrent infondées : en mars 2018, en effet, l'affaire est résolue avec l'acquittement complet de Zucchero et du label Universal Music Group, par le biais de la sentence no 6509. En particulier, le conseiller technique nommé par le tribunal a conclu « en affirmant l'absence de l'exigence d'originalité de l'œuvre musicale, car il s'agit d'un fragment tout à fait commun et largement exploité dans tous les genres et dans toutes les sphères musicales ». Le tribunal de Milan a donc estimé que « le court noyau mélodique n'était pas protégeable, dans la mesure où il était banal et très courant (au point d'être utilisé même par de très anciens compositeurs classiques), et était donc dépourvu de toute originalité réelle » et a rejeté « la demande du plaignant en raison de l'absence d'originalité du refrain faisant l'objet du plagiat et de la présence de différences substantielles entre les deux chansons, notamment en ce qui concerne la composante harmonique ».
Albert One décède du Covid-19 le 11 mai 2020 à Pavie.

## Discographie

### Albums studio
- 1988 : Everybody

### Compilations
- 1998 : Best of Albert One
- 2013 : The 12" Collection 1984-1989

### EP
- 2012 : EP - One

### Singles
- 1982 : No More Lies
- 1984 : Turbo Diesel
- 1985 : Heart on fire
- 1985 :  Lady O
- 1986 : For Your Love
- 1986 :  Secrets
- 1987 : Hopes and Dreams
- 1988 : Everybody
- 1988 : Freeboard
- 1988 : Visions
- 1989 : Loverboy
- 1993 : All You Want
- 1998 : Mandy
- 1999 : Sing a Song Now Now
- 2000 : Ring the Bell
- 2002 : Music
- 2002 : Wet Wet Wet
- 2003 : Sunshine
- 2010 : Stay
- 2014 : Sing a Song Now Now 2014
- 2015 : Face to Face